# Octalysis
L'Octalysis és un model dissenyat per Yu-Kai Chou, un conferenciant en el camp de la ludificació. El nom Octalysis és una marca comercial que prové de la forma de «l'octàgon de la motivació».
Aquest model identifica vuit components de la motivació i permetria tant analitzar com definir processos relacionats amb la ludificació o processos orientats al canvi del comportament dels usuaris. L'objectiu de l'Octalysis és analitzar tot allò que fa que alguna cosa ens motivi, analitzar un procés o projecte determinat per identificar quin és el grau de motivació o interès que desperta en els seus usuaris, reals o potencials.
Segons Yu-Kai Chou, totes les nostres activitats es basen en una o més de les vuit unitats bàsiques dins de l'Octalysis. En cas que no hi fos present cap de les vuit unitats bàsiques, aquella acció no seria motivadora i no ens portaria a cap altra acció.

## Unitats centrals
Aquest marc de disseny es basa en vuit motivadors que Yu-Kai Chou anomena unitats centrals de la motivació. Cadascuna d'aquestes unitats bàsiques té un espai en un octàgon.

### Epic Meaning & Calling (Significat)
Quan l'usuari creu que allò que fa és important per a ell o per a algú més.

### Development & Accomplishment (Desenvolupament i realització)
Aquesta unitat bàsica ens parla del fet d'estar davant d'un desafiament que ens aportarà avantatges o beneficis un cop l'hàgim superat. És un sentiment de progrés i compromís que ens permet superar i resoldre els obstacles i desafiaments que se'ns proposin.

### Empowerment of Creativity & Feedback (Apoderament creatiu i retroalimentació)
Implica que l'usuari sent que pot crear tot allò que imagini i, al mateix temps, existeix quelcom que li permeti veure el seu progrés i tot allò que ja ha assolit.

### Ownership & Possession (Propietat i possessió)
Quan la motivació ve donada per la sensació dels usuaris que allò que realitzen els pertany i que sorgeix gràcies a ells. Segons Yu-Kai Chou, quan una persona se sent propietària d'alguna cosa de forma innata té la necessitat d'augmentar i millorar allò que posseeix.

### Social Influence & Relatedness (Influència social i relacions)
Parlem d'influència social quan existeixen elements socials que motiven les persones a fer quelcom. Alguns d'aquests elements poden ser: l'aprenentatge, l'acceptació social, la companyia, la competència, entre d'altres.

### Scarcity & Impatience (Escassetat i impaciència)
El fet de voler alguna cosa extremadament difícil d'aconseguir, ja que és rar, estrany, exclusiu o inabastable. El fet d'aconseguir allò que és tan difícil és el que ens pot motivar a tornar.

### Unpredictability & Curiosity (Imprevisibilitat i curiositat)
Aquest element està vinculat a l'atracció i a la curiositat de no saber què és el que succeirà a continuació o quines seran les conseqüències directes dels nostres actes i accions.

### Loss & Avoidance (Pèrdua i evitació)
Aquest és el sentiment o motivació que ens permet continuar endavant per evitar que succeeixi quelcom negatiu o perjudicial.

## Motivació extrínseca o intrínseca
Les vuit unitats bàsiques de l'Octalysis es divideixen en dues modalitats de motivació diferenciades. La part dreta de l'octàgon conté les unitats bàsiques de motivació intrínseca, és aquella que sorgeix de la pròpia voluntat d'un mateix amb l'objectiu de millorar. La part esquerra conté les de motivació extrínseca, és aquella que sorgeix quan algú t'atorga un premi, medalla, reconeixement o insígnia, entre d'altres, per la feina realitzada..

### Motivació positiva i negativa
Verticalment, l'octàgon també divideix les unitats bàsiques en positives i negatives de manera que les que estan situades a la meitat superior pertanyen a les positives i les de la meitat inferior a les negatives.
Entenem com una motivació positiva aquella que t'anima a continuar, com que et permet expressar tota la teva creativitat o t'anima a resoldre enigmes cada cop més complexes. En canvi, una motivació és negativa quan és basada en la por de perdre alguna cosa per tal d'evitar que l'abandonis. Les motivacions negatives no són necessàriament perjudicials, poden ser útils per a obtenir resultats saludables i productius en el context adequat.

## Aplicacions de l'Octalysis
El marc de disseny té una alta adaptabilitat a diversos sistemes i projectes de tota classe, és aplicable tant a projectes educatives o projectes empresarials i comercials.

### Aplicacions comercials o publicitàries
Qualsevol empresari o publicista té com a objectiu principal arribar al seu públic i fer-lo partícip de les seves activitats amb l'única finalitat de seduir clients i augmentar les ventes. Si coneixem el desitjos, necessitats o pors dels usuaris i sabem utilitzar-los a favor nostre, tindrem l'èxit gairebé assegurat. En aquest sentit, l'Octalysis ajuda a redirigir una campanya publicitària o un projecte empresarial perquè permet identificar quines són les unitats bàsiques de motivació que els interessen més els usuaris o clients, quines ja tenim i quines ens manquen o hem de potenciar.

### Aplicacions educatives
La gamificació a l'educació «podria traduir com un mètode d'ensenyament per contraban: aprendre sense adonar-se'n» En les últimes dècades l'aprenentatge basat en videojocs i altres eines tecnològiques va popularitzar-se dins el món educatiu.
Hi ha qui assegura que és possible disminuir l'abandonament escolar, la desgana, el desinterès, la manca de motivació i de compromís amb el procés educatiu amb estratègies i dinàmiques de joc a l'aula. També aquesta metodologia podria potenciar l'aprenentatge per competències. L'Octalysis pretén ajudar-hi en identificar els punts forts i febles i potenciar-ne les unitats bàsiques de motivació que hi manquéssin.